# Une Défense des Constitutions du Gouvernement des États-Unis d'Amérique
Une Défense des Constitutions du Gouvernement des États-Unis d'Amérique (A Defence of the Constitutions of Government of the United States of America) est un ouvrage en trois volumes de John Adams, écrit entre 1787 et 1788. Le texte est une réponse de John Adams aux critiques du nouveau système institutionnel américain, en particulier celles formulées par l'économiste et théoricien politique français, Anne Robert Jacques Turgot, qui s'était prononcé contre le bicaméralisme et la séparation des pouvoirs.

## Contexte
John Adams a écrit les trois volumes alors qu'il était ambassadeur américain en Grande-Bretagne. Les États-Unis s'attelaient alors à la rédaction de leur constitution, Adams cherchait à défendre les principes qui sous-tendraient le système de gouvernement américain. Son objectif principal était de défendre une constitution mixte, un système de gouvernement qui équilibrerait les pouvoirs des différentes branches et protégerait contre la tyrannie.
L'ouvrage a été écrit spécifiquement en réponse à la lettre de Turgot à Richard Price, dans laquelle Turgot critiquait la notion d'une législature bicamérale et favorisait une approche plus simple et monocamérale. Adams, au contraire, croyait qu'un système institutionnel complexe, avec un équilibre des pouvoirs et des contrôles distincts, était nécessaire pour empêcher le risque d'une tyrannie monarchique, et prévenir les dangers de la démocratie directe,.

## Contenu et thématiques
Dans cet ouvrage, Adams s’appuie largement sur des exemples historiques de la Grèce antique, de la République romaine, des cités-États italiennes médiévales et des gouvernements européens modernes. Il utilise ces études de cas pour démontrer les risques inhérents à la concentration du pouvoir dans un seul organe directeur. Adams a soutenu qu'un système impliquant plusieurs pouvoirs – en particulier un pouvoir législatif bicaméral, un pouvoir exécutif indépendant et un pouvoir judiciaire – était le meilleur moyen de protéger la liberté et de prévenir la corruption,.
L’ouvrage d’Adams présente de solides arguments en faveur d’un système de gouvernement tripartite avec des séparations claires entre les pouvoirs législatif, exécutif et judiciaire. Il affirme qu'une telle division empêcherait un groupe d'accumuler trop de pouvoir, une préoccupation qu'il considérait comme particulièrement pertinente dans la république américaine naissante.

## Réception et impact
Dès sa sortie, l'ouvrage a été particulièrement lu en Europe et en Amérique. Adams en distribua des exemplaires à des personnalités clés du gouvernement américain et à des intellectuels de premier plan de l'époque, notamment Thomas Jefferson, Benjamin Franklin et Richard Price. Cependant, quelques chercheurs ont soutenu que le texte avait eu un impact minime sur l'élaboration de la Constitution américaine.
L’ouvrage a été salué pour sa base scientifique et l’utilisation extensive d’exemples historiques, même s’il a également fait l’objet de critiques de la part de ceux qui préféraient une forme de gouvernement plus démocratique. Price, par exemple, bien que convaincu par certains des arguments d'Adams, restait sceptique quant à la faisabilité d'un tel système équilibré mis en œuvre avec succès en Amérique.
Thomas Jefferson, entre autres, était en désaccord avec les vues d’Adams, notamment sur le rôle de l’exécutif. Alors qu’Adams défendait la nécessité d’un pouvoir exécutif fort, Jefferson craignait que cela puisse conduire à une concentration du pouvoir et à une tyrannie éventuelle. Cette différence d’opinion entre Adams et Jefferson deviendra plus tard un élément déterminant du discours politique américain dans les années qui suivirent la publication de ce volume.

## Postérité
Bien que le volume ait été initialement éclipsé par d’autres ouvrages contemporains, tels que The Federalist Papers, il a façonné la pensée politique américaine. Il a fourni une base intellectuelle essentielle à la structure du gouvernement américain, en particulier aux concepts de freins et contrepoids et de séparation des pouvoirs . De nombreux arguments d'Adams ont trouvé un écho dans la version ultérieure de la Constitution américaine.
Outre son influence sur la théorie politique américaine, l’ouvrage a également contribué aux débats internationaux sur le républicanisme et les modes de gouvernance. Les arguments d'Adams ont été discutés par les principaux penseurs des Lumières à travers l'Europe, y compris par le marquis de Condorcet et le marquis de Lafayette, qui ont tous deux correspondu avec Adams.

## Critiques
Beaucoup ont soutenu que la préférence d’Adams pour un exécutif fort et ses craintes d’une démocratie directe pure le mettaient en désaccord avec les idéaux plus démocratiques défendus par des personnalités comme Jefferson. Cette division contribuera plus tard à la scission idéologique entre les partis fédéraliste et démocrate-républicain aux États-Unis.